# Граф (математика)

Неориентированный граф с шестью вершинами и семью рёбрами

Граф — математическая абстракция реальной системы любой природы, объекты которой обладают парными связями.
Граф как математический объект есть совокупность двух множеств — множества самих объектов, называемого множеством вершин, и множества их парных связей, называемого множеством рёбер. Элемент множества рёбер есть пара элементов множества вершин.
Графы находят широкое применение в современной науке и технике. Они используются и в естественных науках (физике и химии) и в социальных науках (например, социологии), но наибольших масштабов применение графов получило в информатике и сетевых технологиях.
В качестве простейшего примера из жизни можно привести схему перелётов определённой авиакомпании, которая моделируется графом, где вершинами графа являются города, а рёбрами — рейсы, соединяющие пары городов. Дерево каталогов в компьютере также является графом: диски, папки и файлы являются вершинами, а рёбра показывают вложенность файлов и папок в папки и диски. Строение Википедии моделируется ориентированным графом, в котором статьи — вершины графа, а гиперссылки — дуги (тематическая карта).
Графы являются основным объектом изучения теории графов.

## Определения
Моделируемые графами системы реальной природы обладают большим разнообразием, поэтому существуют графы различных типов. Простейшей абстракцией систем с элементами, обладающими парными связями, является простой граф.

### Простой граф

Пример диаграммы неориентированного графа

Определение. Простой граф {\displaystyle G(V,E)} есть совокупность двух множеств — непустого множества {\displaystyle V} и множества {\displaystyle E} неупорядоченных пар различных элементов множества {\displaystyle V} . Множество {\displaystyle V} называется множеством вершин, множество {\displaystyle E} называется множеством рёбер
{\displaystyle G(V,E)=\left\langle V,E\right\rangle ,\quad V\neq \varnothing ,\quad E\subseteq V\times V,\quad \left\{v,v\right\}\notin E,\quad v\in V},
то есть множество {\displaystyle E} состоит из 2-элементных подмножеств множества {\displaystyle V}.
Сопутствующие термины
Теория графов не обладает устоявшейся терминологией. Поэтому в некоторых публикациях могут использоваться термины, отличные от приведенных ниже.
- Вершина (узел, точка) (англ.  vertex, node, point) графа {\displaystyle G} есть элемент множества вершин {\displaystyle v\in V(G)};
- Ребро (линия) (англ.  edge, line) графа {\displaystyle G} есть элемент множества ребер {\displaystyle e\in E(G)}, или {\displaystyle e=\left\{v_{1},v_{2}\right\}}, где {\displaystyle v_{1}\in V(G),\quad v_{2}\in V(G)};
- Элементами графа {\displaystyle G} называются его вершины {\displaystyle v\in V(G)} и рёбра {\displaystyle e\in E(G)} графа;
- Порядок (англ.  order) графа {\displaystyle G} есть кардинальное число множества вершин {\displaystyle n=|V(G)|} или, другими словами, количество вершин;
- Размер (англ.  size) графа {\displaystyle G} есть кардинальное число множества ребер {\displaystyle m=|E(G)|} или, другими словами, количество ребер;
- Вершина {\displaystyle v} инцидентна (англ. incident) ребру {\displaystyle e}, если {\displaystyle v\in e}; тогда еще говорят, что {\displaystyle e} есть ребро при {\displaystyle v};
- Концевые вершины (концы) (англ. endvertices, ends) есть две вершины, инцидентные ребру. Ребро соединяет (англ. joins) свои концевые вершины;
- Соседние (смежные) вершины (англ. neighbours, adjacent) есть такие вершины {\displaystyle v_{1}} и {\displaystyle v_{2}} что {\displaystyle \left\{v_{1},v_{2}\right\}\in E(G)} или, другими, словами обе вершины являются концевыми для одного ребра;
- Смежные ребра (англ. adjacent edges) это ребра, инцидентные одной вершине или {\displaystyle e_{1}=\left\{v,v_{1}\right\}} и {\displaystyle e_{2}=\left\{v,v_{2}\right\}} — смежные;
- Степень (валентность) вершины (англ. degree, valency) {\displaystyle \operatorname {\mathit {d}} \left(v\right)} есть количество инцидентных ей рёбер.
- Изолированной вершиной (англ. isolated) называется вершина со степенью {\displaystyle d(v)=0} , то есть не является концом ни для одного ребра;
- Висячей вершиной (листом) (англ. leaf) называется вершина со степенью {\displaystyle d(v)=1}, то есть которая является концом ровно одного ребра.

Обычно граф изображают диаграммой: вершины — точками, ребра — линиями.

### Псевдограф
Псевдограф {\displaystyle G(V,E)} есть совокупность двух множеств — непустого множества {\displaystyle V} и множества {\displaystyle E} неупорядоченных пар элементов множества {\displaystyle V}.
{\displaystyle G(V,E)=\left\langle V,E\right\rangle ,\quad V\neq \varnothing ,\quad E\subseteq V\times V}
В множестве ребер псевдографа разрешен элемент {\displaystyle \left\{v,v\right\}\in E(G)}.
- Петлёй (англ. loop) называется элемент {\displaystyle e=\left\{v,v\right\}}, являющийся ребром, у которого концевые вершины совпадают.

Другими словами, если элементами множества E могут быть петли, то граф называется псевдографом .

### Мультиграф

Псевдомультиграф с кратными рёбрами (красные) и петлями (синие).

Мультиграф {\displaystyle G(V,\mathbf {E} )} есть совокупность двух множеств — непустого множества {\displaystyle V} и мультимножества {\displaystyle \mathbf {E} } неупорядоченных пар различных элементов множества {\displaystyle V}.
{\displaystyle G(V,\mathbf {E} )=\left\langle V,\mathbf {E} \right\rangle ,\quad V\neq \varnothing ,\quad \mathbf {E} \subseteq V\times V\quad \left\{v,v\right\}\notin \mathbf {E} ,\quad v\in V}
- Кратными рёбрами называются одинаковые элементы мультимножества {\displaystyle \left\{e,e,\dots ,e\right\}\in \mathbf {E} }, то есть ребра, чьи концевые вершины совпадают.

Другими словами Если {\displaystyle E} не множество, а семейство, то есть если {\displaystyle \mathbf {E} } содержит одинаковые элементы, то такие элементы называются кратными рёбрами, а граф называется мультиграфом .

### Псевдомультиграф
Псевдомультиграф {\displaystyle G(V,\mathbf {E} )} есть совокупность двух множеств — непустого множества {\displaystyle V} и мультимножества {\displaystyle \mathbf {E} } неупорядоченных пар элементов множества {\displaystyle V}.
{\displaystyle G(V,\mathbf {E} )=\left\langle V,\mathbf {E} \right\rangle ,\quad V\neq \varnothing ,\quad \mathbf {E} \subseteq V\times V}
Другими словами, если {\displaystyle \mathbf {E} } — семейство, содержащее одинаковые элементы (кратные ребра), и {\displaystyle \mathbf {E} } может содержать петли, то граф называется псевдомультиграфом.

### Ориентированный граф

Ориентированный граф

Ориентированный граф (орграф) (англ.  directed graph or dirgaph) {\displaystyle G(V,E)} есть совокупность двух множеств — непустого множества {\displaystyle V} и множества {\displaystyle E} дуг или упорядоченных пар различных элементов множества {\displaystyle V}
{\displaystyle G(V,E)=\left\langle V,E\right\rangle ,\quad V\neq \varnothing ,\quad \left\langle \left\{v_{1},v_{2}\right\},\prec \right\rangle \in E,\quad v\in V}.
совместно с двумя отображениями
{\displaystyle init:E\rightarrow V,\quad ter:E\rightarrow V},
где отображение {\displaystyle init:E\rightarrow V} ставит в соответствие каждой дуге ее начальную вершину (начало дуги) {\displaystyle init(e)}, а отображение {\displaystyle ter:E\rightarrow V} ставит в соответствие каждой дуге ее конечную вершину (конец дуги) {\displaystyle ter(e)}. Говорят что дуга {\displaystyle e} ведет из {\displaystyle init(e)} в {\displaystyle ter(e)}

### Смешанный граф
Смешанный граф (англ. Mixed graph) {\displaystyle G(V,E,U)} — это совокупность трех множеств — непустого множества вершин {\displaystyle V}, и множества дуг {\displaystyle E} или упорядоченных пар различных элементов множества {\displaystyle V} и множества ребер {\displaystyle U} неупорядоченных пар различных элементов множества {\displaystyle V}
{\displaystyle G(V,E,U)=\left\langle V,E,U\right\rangle ,\quad V\neq \varnothing ,\quad \left\langle \left\{v_{1},v_{2}\right\},\prec \right\rangle \in E,\quad \left\{v_{3},v_{4}\right\}\in U,\quad v\in V}.
совместно с двумя отображениями
{\displaystyle init:E\rightarrow V,\quad ter:E\rightarrow V}
Ориентированный и неориентированный графы являются частными случаями смешанного.

### Изоморфные графы
Граф {\displaystyle G} называется изоморфным графу {\displaystyle H}, если существует биекция {\displaystyle f} из множества вершин графа {\displaystyle G} в множество вершин графа {\displaystyle H}, обладающая следующим свойством: если в графе {\displaystyle G} есть ребро из вершины {\displaystyle A} в вершину {\displaystyle B}, то в графе {\displaystyle H} должно быть ребро из вершины {\displaystyle f(A)} в вершину {\displaystyle f(B)} и наоборот — если в графе {\displaystyle H} есть ребро из вершины {\displaystyle A} в вершину {\displaystyle B}, то в графе {\displaystyle G} должно быть ребро из вершины {\displaystyle f^{-1}(A)} в вершину {\displaystyle f^{-1}(B)}. В случае ориентированного графа эта биекция также должна сохранять ориентацию ребра. В случае взвешенного графа биекция также должна сохранять вес ребра.

### Прочие связанные определения
Маршрутом в графе называют конечную последовательность вершин, в которой каждая вершина (кроме последней) соединена со следующей в последовательности вершиной ребром. Цепью называется маршрут без повторяющихся рёбер. Простой цепью называется маршрут без повторяющихся вершин (откуда следует, что в простой цепи нет повторяющихся рёбер).
Ориентированным маршрутом (или путём) в орграфе называют конечную последовательность вершин и дуг, в которой каждый элемент инцидентен предыдущему и последующему.
Циклом называют цепь, в которой первая и последняя вершины совпадают. При этом длиной пути (или цикла) называют число составляющих его рёбер. Заметим, что если вершины {\displaystyle u} и {\displaystyle v} являются концами некоторого ребра, то согласно данному определению, последовательность {\displaystyle (u,v,u)} является циклом. Чтобы избежать таких «вырожденных» случаев, вводят следующие понятия.
Путь (или цикл) называют простым, если рёбра в нём не повторяются; элементарным, если он простой и вершины в нём не повторяются (за исключением начальной и конечной в случае цикла).
Простейшие свойства путей и циклов:
- всякий путь, соединяющий две вершины, содержит элементарный путь, соединяющий те же две вершины;
- всякий простой неэлементарный путь содержит элементарный цикл;
- всякий простой цикл, проходящий через некоторую вершину (или ребро), содержит элементарный (под-)цикл, проходящий через ту же вершину (или ребро);
- петля — элементарный цикл.

Бинарное отношение на множестве вершин графа, заданное как «существует путь из {\displaystyle u} в {\displaystyle v}», является отношением эквивалентности и, следовательно, разбивает это множество на классы эквивалентности, называемые компонентами связности графа. Если у графа ровно одна компонента связности, то граф связный. На компоненте связности можно ввести понятие расстояния между вершинами как минимальную длину пути, соединяющего эти вершины.
Всякий максимальный связный подграф графа {\displaystyle G} называется связной компонентой (или просто компонентой) графа {\displaystyle G}. Слово «максимальный» означает максимальный относительно включения, то есть не содержащийся в связном подграфе с большим числом элементов.
Ребро графа называется мостом, если его удаление увеличивает число компонент.

### Дополнительные характеристики графов
Граф называется:
- связным, если для любых вершин {\displaystyle u},{\displaystyle v} есть путь из {\displaystyle u} в {\displaystyle v}.
- сильно связным или ориентированно связным, если он ориентированный, и из любой вершины в любую другую имеется ориентированный путь.
- деревом, если он связный и не содержит нетривиальных циклов.
- полным, если любые его две (различные, если не допускаются петли) вершины соединены ребром.
- двудольным, если его вершины можно разбить на два непересекающихся подмножества {\displaystyle V_{1}} и {\displaystyle V_{2}} так, что всякое ребро соединяет вершину из {\displaystyle V_{1}} с вершиной из {\displaystyle V_{2}}.
- k-дольным, если его вершины можно разбить на {\displaystyle k} непересекающихся подмножеств {\displaystyle V_{1}}, {\displaystyle V_{2}}, …, {\displaystyle V_{k}} так, что не будет рёбер, соединяющих вершины одного и того же подмножества.
- полным двудольным, если каждая вершина одного подмножества соединена ребром с каждой вершиной другого подмножества.
- планарным, если граф можно изобразить диаграммой на плоскости без пересечений рёбер.
- взвешенным, если каждому ребру графа поставлено в соответствие некоторое число, называемое весом ребра.
- хордальным, если граф не содержит индуцированных циклов с длиной больше трёх.

Также бывает:
- k-раскрашиваемым
- k-хроматическим

## Обобщение понятия графа
Простой граф является одномерным симплициальным комплексом.
Более абстрактно, граф можно задать как тройку {\displaystyle (V,E,\varphi )},
где {\displaystyle V} и {\displaystyle E} — некоторые множества (вершин и рёбер, соотв.),
а {\displaystyle \varphi } — функция инцидентности (или инцидентор), сопоставляющая каждому ребру
{\displaystyle e\in E} (упорядоченную или неупорядоченную) пару вершин {\displaystyle u} и {\displaystyle v} из {\displaystyle V} (его концов). Частными случаями этого понятия являются:
- эйлеровы графы — граф, в котором существует циклический эйлеров путь (эйлеров цикл);

## Способы представления графа в информатике

### Матрица смежности
Таблица, где как столбцы, так и строки соответствуют вершинам графа.
В каждой ячейке этой матрицы записывается число, определяющее наличие связи от вершины-строки к вершине-столбцу (либо наоборот).
Это наиболее удобный способ представления плотных графов.
Недостатком являются требования к памяти, прямо пропорциональные квадрату количества вершин.
- Двумерный массив;
- Матрица с пропусками;
- Неявное задание (при помощи функции).

### Матрица инцидентности
Таблица, где строки соответствуют вершинам графа, а столбцы соответствуют связям (рёбрам) графа.
В ячейку матрицы на пересечении строки {\displaystyle i} со столбцом {\displaystyle j} записывается:
1
в случае, если связь {\displaystyle j} «выходит» из вершины {\displaystyle i},
−1,
если связь «входит» в вершину,
0
во всех остальных случаях (то есть если связь является петлёй или связь не инцидентна вершине)
Данный способ является довольно ёмким (размер пропорционален {\displaystyle |V||E|}) для хранения, поэтому применяется очень редко, в особых случаях (например, для быстрого нахождения циклов в графе).

### Список смежности
Список, где каждой вершине графа соответствует строка, в которой хранится список смежных вершин. Такая структура данных не является таблицей в обычном понимании, а представляет собой «список списков».
Размер занимаемой памяти: {\displaystyle O(|V|+|E|)}.
Это наиболее удобный способ для представления разреженных графов, а также при реализации базовых алгоритмов обхода графа в ширину или глубину, где нужно быстро получать «соседей» текущей просматриваемой вершины.

### Список рёбер
Список, где каждому ребру графа соответствует строка, в которой хранятся две вершины, инцидентные ребру.
Размер занимаемой памяти: {\displaystyle O(|E|)}.
Это наиболее компактный способ представления графов, поэтому часто применяется для внешнего хранения или обмена данными.

### Языки описания и программы построения графов

#### Языки описания
Для описания графов, пригодного для машинной обработки и одновременно удобного для человеческого восприятия, используется несколько стандартизированных языков, среди которых:
- DOT
- GraphML
- Trivial Graph Format
- GML
- GXL
- XGMML
- DGML

#### Программы для построения
Разработана серия коммерческих программ для построения графов, так, построение графов лежит в основе прикладных программных пакетов фирмы ILOG (с 2009 года принадлежит корпорации IBM), среди других программ — GoView, Lassalle AddFlow, LEDA (есть бесплатная редакция).
Также существует свободная программа для построения графов igraph и свободная библиотека Boost.

#### Программы для визуализации
Для визуализации графов применяются следующие программные средства:
- Graphviz (Eclipse Public License)
- LION Graph Visualizer.
- Графоанализатор — русскоязычная программа, с простым пользовательским интерфейсом (GNU LGPL; только для Windows).
- Gephi — графическая оболочка для представления и изучения графов (GNU GPL, CDDL).
- GRIN — русскоязычная программа для представления и изучения графов (freeware)
- Библиотека GraphX — свободная библиотека для .NET для расчёта и отрисовки графов, использует WPF 4.0.
- Библиотека MSAGL — свободная библиотека для .NET[3].